# ファンシーフリー
株式会社ファンシーフリー（Fancy Free）とは、東京都新宿区にある芸能事務所である。
主に若手俳優が所属している。特に映画、ドラマ、舞台などの演劇面での活躍が多い。
1995年3月設立。2007年からは積極的に新人を採用し、Jrマネージメント部も立ち上げる方針。

## 過去の所属タレント

### 女性
- 五條なつき- 楽劇座
- 木舘雪恵
- 仲宗根やよい
- 平野加菜
- 西川香奈子
- 上原里奈
- 太田彩乃
- 安部美佳
- 松本有希子
- 早野薫（元AKB48 チームK） - office48・AKS・トヨタオフィスを経てセンスアップへ移籍
- 石黒貴己（元AKB48 チーム研究生） - AKSへ移籍し現在は引退
- 堀口茉純 - アップフロントグループ系列のジャストプロに移籍
- 藤森えいり